# ایزومالتولوز
ایزومالتولوز (به انگلیسی: Isomaltulose) با فرمول شیمیایی C۱۲H۲۲O۱۱ یک ترکیب شیمیایی با شناسه پاب‌کم ۸۳۶۸۶ است؛ که جرم مولی آن ۳۴۲٫۲۹۶ g/mol می‌باشد. ایزومالتولوز یک کربوهیدرات دی ساکارید است که از گلوکز و فروکتوز تشکیل شده‌است. گلوکز و فروکتوز توسط یک پیوند آلفا-۱٬۶-گلیکوزیدیک متصل می‌شوند. ایزومالتولوز در عصاره عسل و نیشکر وجود دارد. طعم آن شبیه ساکارز (قند سفره) است. ایزومالتولوز که با نام تجاری Palatinose نیز شناخته می‌شود، با بازآرایی آنزیمی (ایزومریزاسیون) ساکارز از قند چغندر تولید می‌شود. آنزیم و منبع آن در آلمان در سال ۱۹۵۰ کشف شد و از آن زمان به بعد نقش فیزیولوژیکی و خصوصیات فیزیکی آن به‌طور گسترده مورد بررسی قرار گرفت. از ایزومالتولوز به عنوان جایگزین قند در غذاها در ژاپن از سال ۱۹۸۵، در اتحادیه اروپا از سال ۲۰۰۵، در ایالات متحده از سال ۲۰۰۶ و در استرالیا و نیوزیلند از سال ۲۰۰۷ استفاده می‌شود. روش‌های تحلیلی برای توصیف و سنجش ایزومالتولوز تجاری، به عنوان مثال، در Codex of Chemical Chemicals آورده شده‌است. خواص فیزیکی آن شباهت زیادی به ساکارز دارد و استفاده از آن را در دستور العمل‌ها و فرآیندهای موجود آسان می‌کند.
ایزومالتولوز مانند ساکارز می‌تواند به گلوکز و فروکتوز تجزیه شود. با این حال، در حالی که در ساکارز گلوکز به کربن فروکتوز با (اتصال α-۱٬۲) متصل است، در ایزومالتولوز ارتباط با کربن (با پیوند α-۱٬۶) است، و ایزومالتولوز را یک قند کاهنده می‌کند، بر خلاف ساکارز فروکتوز موجود در ایزومالتولوز در یک ساختار حلقه ای وجود دارد که به راحتی باز می‌شود تا یک گروه کربونیل مانند کتونها و آلدئیدها را به نمایش بگذارد، و این دلیل می‌شود که ایزومالتولوز قند کاهنده باشد. در مقایسه با ساکارز و اکثر کربوهیدراتهای دیگر، ایزومالتولوز یک بستر مناسب برای باکتریهای دهان نیست. در نتیجه، تولید اسید از ایزومالتولوز در دهان برای ایجاد پوسیدگی دندان بسیار کند است.

## عملکرد
از نظر تغذیه ای، ایزومالتولوز منبع انرژی است و همان انرژی ساکارز را تأمین می‌کند. ایزومالتولوز مانند ساکارز شیرینی غذاها را تأمین می‌کند، اما ایزومالتولوز دارای طعم شیرین ملایمتری است. در تهیه و پردازش غذا، هر دو ایزومالتولوز و ساکارز دارای ویژگی‌های مشابهی هستند که دستورالعمل‌های رایج برای شکر قابل استفاده در مورد ایزومالتولوز نیز صادق می‌باشد. 

## منبع کربوهیدرات
ایزومالتولوز مانند ساکارز و بیشتر قندها یا مالتودکسترین‌ها منبع کربوهیدرات می‌باشد، به این معنا که در روده کوچک کاملاً متابولیزه شده و وارد روده بزرگ نمی‌شود و از طریق ادرار دفع نمی‌شود.
هنگامی که توسط انسان خورده می‌شود، ایزومالتولوز به‌طور کامل هضم و جذب می‌شود. هضم روده ای آن نوسط آنزیم ایزومالتاز است که در سطح حاشیه دیواره داخلی روده کوچک قرار دارد. این آنزیم  در هضم پیوندهای α-۱٬۶ موجود در نشاسته نیز نقش دارد. محصولات هضم ایزومالتولوز گلوکز و فروکتوز هستند که جذب شده و وارد جریان خون می‌شوند. گلوکز و فروکتوز پس از جذب، همان مسیرهای متابولیکی را در بدن دنبال می‌کنند که گویی از ساکاروز گرفته شده‌اند. در حالی که فروکتوز بیشتر به ذخایر گلوکز یا گلیکوژن در کبد تبدیل می‌شود، گلوکز از روده کوچک و کبد از طریق سیستم گردش خون به قسمتهای مختلف بدن توزیع می‌شود که در آنجا متابولیسم سلولی را به عنوان منبع انرژی به‌طور مستقیم یا غیر مستقیم پس از ذخیره‌سازی به عنوان گلیکوژن در بافتهای بدن، به ویژه در عضلات اسکلتی در بدن خدمت می‌کند.

## انرژی زا
به عنوان یک منبع کربوهیدرات، مقدار انرژی غذایی ایزومالتولوز با ساکارز یکسان است. برای هر دو، ۴ کیلوکالری در گرم (۱۷ کیلوژول بر گرم) است، مقداری که در برچسب گذاری مواد غذایی یا برنامه‌ریزی غذایی استفاده می‌شود.

## انتشار آهسته و پایدار کربوهیدرات و انرژی
هضم و جذب ایزومالتولوز کند است و بنابراین به تدریج به صورت گلوکز و فروکتوز در جریان خون آزاد می‌شود. پس از مصرف، هضم آنزیمی ساکارز و ایزومالتولوز در همان مجموعه آنزیمی سوکراز-ایزومالتاز که در روده کوچک واقع شده‌است، اتفاق می‌افتد. چندین مطالعه نشان می‌دهد که این مجموعه ایزومالتولوز را کندتر از ساکارز تجزیه می‌کند. حداکثر سرعت ایزومالتاز در پردازش ایزومالتولوز (Vmax) 4.5 برابر کمتر از سوکراز برای ساکارز است.
به دلیل هضم آهسته، ایزومالتولوز در روده باریک انسان بیشتر از ساکارز حرکت می‌کند، این تفاوت در اثر پاسخ‌های هورمون‌های اینکرتین ایجاد می‌شود. هورمون اینکرتین پلی پپتید انسولینوتروپیک وابسته به گلوکز (GIP) پس از مصرف ایزومالتولوز نسبت به ساکارز، از قسمت اولیه (پروگزیمال) روده کوچک به مقدار کم ترشح می‌شود، در حالی که هورمون اینکرتین گلوکاگون مشابه پپتید 1 (GLP-۱) از قسمت بعدی (دیستال) روده کوچک با ایزومالتولوز در مقادیر بیشتری نسبت به ساکارز ترشح شده‌است.
در مقایسه با ساکارز، جذب انرژی به عنوان کربوهیدرات از ایزومالتولوز طولانی است.

## کاهش پاسخ گلوکز و انسولین خون
غلظت گلوکز و انسولین خون بعد از مصرف ایزومالتولوز کمتر از مقادیر ساکارز یا گلوکز است، همان‌طور که در پایگاه داده GI دانشگاه سیدنی ثبت شده‌است شاخص قند خون (GI) ایزومالتولوز ۳۲ می‌باشد، در مقایسه با ۶۷ برای ساکارز و ۱۰۰ برای گلوکز، ایزومالتولوز را به کربوهیدرات با شاخص گلایسمی پایین تبدیل کرده‌است (GI <55).
تأیید پاسخ گلیسمی پایین به ایزومالتولوز در مطالعات متعدد برای گروه‌های مختلف جمعیتی از جمله افراد سالم، افراد دارای اضافه وزن یا چاقی، افراد پیش دیابتی و بیماران دیابتی نوع ۱ یا نوع ۲ ارائه شده‌است. در میان این مطالعات، همه پاسخ گلوکز خون پایین‌تر را برای ایزومالتولوز نشان می‌دهد و در مواردی که آزمایش شده‌است، کاهش پاسخ انسولین خون را نیز نشان می‌دهد. نقش مهمی برای هورمون اینکرتین GLP-1 ایجاد شده‌است که در پاسخ به جذب کربوهیدرات دیستال ترشح می‌شود و افزایش غلظت گلوکز خون بعد از غذا را محدود می‌کند.
به دنبال انتشار نظر مثبت از سوی سازمان ایمنی غذایی اروپاادعایی مربوط به پاسخ گلیسمی پایین ایزومالتولوز و پتانسیل آن در کاهش پاسخ گلوکز خون به غذاها هنگام جایگزینی سایر قندها، در قانون اتحادیه اروپا به تصویب رسیده‌است.
توسط کنسرسیوم بین‌المللی کیفیت کربوهیدرات از اجماع دانشمندان متخصص تغذیه نشان داده‌است که در دراز مدت، خوردن یک رژیم غذایی دارای کربوهیدرات کهاز، غلظت بالا و نامطلوب گلوکز در خون و نیاز به انسولین پیشگیری کند باعث کاهش دیابت، بیماری‌های قلبی عروقی و احتمالاً اضافه وزن و چاقی خواهد شد. نظارت مداوم بر غلظت گلوکز خون ۲۴ ساعته در رژیم‌های غذایی حاوی ایزومالتولوز به جای ساکارز، بیانگر کاهش گلوکز خون در طول روز و در نتیجه کاهش پاسخ به گلوکز خون در وعده‌های غذایی فردی است.
یک رژیم غذایی با قند خون پایین را می‌توان با انتخاب غذاهایی با خاصیت گلیسمی کم یا کاهش یافته، به‌طور خاص با انتخاب غذاهای با GI پایین از هر گروه غذایی (میوه، سبزیجات، غلات کامل و غیره) به دست آورد. استفاده از ایزومالتولوز به جای ساکارز و سایر کربوهیدرات‌ها امکان تولید غذاهایی با GI کاهش یافته را فراهم می‌کند. چندین مطالعه شواهدی از بهبود کنترل گلوکز خون و متابولیسم لیپید در افراد دیابتی و غیر دیابتی با مصرف منظم ایزومالتولوز در مقایسه با سایر کربوهیدرات‌ها مانند ساکارز، مالتودکسترین یا گلوکز ارائه می‌دهد.

## تأثیر بر  چربی سوزی
در مقایسه با سایر کربوهیدرات‌ها، مصرف ایزومالتولوز با نرخ بالاتر اکسیداسیون چربی و میزان کمتری ذخیره چربی همراه است. از نظر مکانیکی این امر غلظت گلوکز خون کمتری را شامل می‌شود، پس محرک کاهش یافته‌ای برای ترشح انسولین ایجاد می‌کند، که به نوبه خود اجازه می‌دهد اسیدهای چرب بیشتری از بافت چربی برای اکسیداسیون به عنوان منبع انرژی آزاد شود. غلظت کمتر انسولین اکسیداسیون کربوهیدرات را کاهش می‌دهد و باعث می‌شود اسیدهای چرب بیشتری اکسیده شوند. غلظت انسولین پایین نیز میزان بازیافت اسیدهای چرب آزاد کبد را از طریق تری گلیسیریدهای پلاسما کاهش می‌دهد و ذخیره تری گلیسیریدها را در بافت چربی کاهش می‌دهد. مفاهیم عملی شامل میزان بالاتر اکسیداسیون چربی پس از مصرف ایزومالتولوز نسبت به کربوهیدرات‌های بالاتر قند خون است.
مطالعات اثرات اکسیداسیون چربی و سایر واکنشهای متابولیکی را هنگام جایگزینی قندها با ایزومالتولوز در وعده‌های غذایی که توسط افراد سالم یابزرگسالان دارای اضافه وزن، با عدم تحمل گلوکز یا بدون آن، در حالی که عمدتاً کم‌تحرک است، بررسی کرده‌است. این مطالعات نشان داده‌است که ایزومالتولوز در کاهش چربی، حداقل چاقی مرکزی نقش دارد. چربی‌های شکمی هنگام مصرف ایزومالتولوز به جای ساکارز (جایگزینی قند) یا به جای کالری صبحانه (تا حد زیادی جایگزینی کربوهیدرات) کاهش می‌یابد. این مسئله در صورت کم هضم شدن کربوهیدرات و جذب آهسته آن در روده کوچک تحتانی (دیستال)، به دلیل GIP پایین و پاسخ GLP-1 بیشتر اتفاق می‌افتد.
مطالعات دیگر مزایای بالقوه انتشار آهسته و پایدار کربوهیدرات را در حین فعالیت بدنی بررسی کرده‌اند. با استفاده از ایزومالتولوز به جای سایر کربوهیدرات‌های خورده شده، میزان بالاتری از اکسیداسیون چربی نیز در طی فعالیت‌های استقامتی رخ می‌دهد، جایی که حفظ گلیکوژن مهم است.  علاوه بر این، آزمایش‌های استفاده شده از یک نوشیدنی پروتئینی ریکاوری نشان داده‌است که استفاده از ایزومالتولوز و یک مکمل غذایی (β-هیدروکسی- β-متیل بوتیرات) می‌تواند به بهبودی مقاومت ورزشی کمک کند - بنابراین باعث کاهش آسیب عضلانی و بهبود عملکرد ورزشی می‌شود.
در افراد مبتلا به دیابت نوع ۱، مصرف ایزومالتولوز به جای گلوکز بصورت مصرف معمولی کربوهیدرات قبل از ورزش ، کنترل قند خون را بهبود می‌بخشد و با حفظ عملکرد بدن از قند خون محافظت می‌کند. کاهش خطر هیپوگلیسمی ناشی از ورزش تا حدی ناشی از نیاز کمتر به انسولین از طریق تزریق است (۵۰٪ کمتر).
میزان تأمین گلوکز از کربوهیدراتهای رژیم غذایی می‌تواند بر عملکرد شناختی تأثیر بگذارد، در چندین مطالعه اثرات بر خلق و خو و حافظه نشان داده شده‌است که ایزومالتولوز را با کربوهیدرات‌های اندیس گلایسمی بالاتر در وعده صبحانه مقایسه می‌کند، که نشان دهنده بهبود خلق و خو و حافظه در کودکان سالم، میانسالان و بزرگسالان است.
ایزومالتولوز «دندان دوست است». تخمیر کربوهیدرات‌ها توسط باکتری‌های موجود در دهان (به ویژه روی دندان‌ها) عامل ایجاد پلاک‌های دندانی و اسیدهای دهان است. این اسید باعث از بین بردن مواد معدنی دندان و پوسیدگی دندان می‌شود. ایزومالتولوز تا حد زیادی در برابر تخمیر باکتریهای دهان مقاومت می‌کند و همان‌طور که توسط تله متری pH نشان داده شده‌است اولین کربوهیدرات در نوع خود با تولید اسید ناچیز بر روی دندان است. شواهد قوی ادعای «دندان دوست» را توسط سازمان غذا و دارو در ایالات متحده آمریکا و مقامات اروپایی پس از نظر مثبت از سازمان ایمنی غذایی اروپا تأیید کرده‌است.
ایزومالتولوز به دلیل خواص آن در غذاها، نوشیدنی‌ها و محصولات بهداشتی استفاده می‌شود. جایی که دارای مشخصاتی مانند: شیرینی مشابه شکر با قدرت شیرین سازی ملایمتر از ساکارز و بدون پس طعم فراهم می‌کند. جذب رطوبت (رطوبت) بسیار کم است، که به دلیل کلوخه شدن کم آنها به راحتی در نوشیدنی‌ها و سایر محصولات فوری قابل استفاده است. در طی فرآوری، از جمله شرایط اسیدی و محیط‌هایی که ممکن است باکتری رشد کند، بسیار پایدار است. به عنوان مثال، در نوشیدنی‌های ورزشی، ایزوتونیک بودن (فشار اسمزی برابر با مایعات موجود در بدن) می‌تواند در طول ذخیره‌سازی در مدت زمان ماندگاری نوشیدنی حفظ شود.
ایزومالتولوز در کالاهای پخته شده، مایه‌های شیرینی پزی، غلات صبحانه، محصولات لبنی، شیرینی‌های قندی (به عنوان مثال شکلات، ژله، شیرینی جات و آدامس‌ها)، دسرهای یخ زده، آب میوه‌ها، نوشیدنی‌های مالت، نوشیدنی‌های ورزشی، نوشیدنی‌های انرژی زا، نوشیدنی‌های فوری و تغذیه ویژه و بالینی کاربرد دارد.
ایزومالتولوز در بسیاری از مناطق جهان مجاز به استفاده در غذاها و نوشیدنی‌ها است. به عنوان مثال، به‌طور کلی توسط سازمان غذا و داروی ایالات متحده به عنوان بی خطر (GRAS) شناخته می‌شود، توسط کمیسیون اروپا به عنوان یک غذای جدید تأیید می‌شود، و در ژاپن دارای وضعیت FOSHU (غذایی برای استفاده خاص در بهداشت) است.
- Siddiqua, I.R; Furgala, B (1967). "Isolation and characterization of oligosaccharides from honey". Journal of Apicultural Research. 6 (3): 139–145. doi:10.1080/00218839.1967.11100174.
- Egglestone, G; Grisham, M (2003). "Oligosaccharides in cane and their formation on cane deterioration". ACS Symposium Series. 849 (16): 211–232. doi:10.1021/bk-2003-0849.ch016.
- Weidenhagen, R; Lorenzo, A.D (1957). "Palatinose (6-0-alpha-D-glucopyranosyl-D-fructofuranose), ein neues bakterielles Umwandlungsprodukt der Saccharose [Palatinose (6-0-alpha-D-glucopyranosyl-D-fructofuranose), a new bacterial conversion of sucrose product]". Zeitschrift für die Zuckeridustrie. 7: 533–534.
- Sentko, A. and Willibald-Ettle, I. (2012). "Isomaltulose." In: Sweeteners and Sugar Alternatives in Food Technology, 2nd Ed. Editors O'Donnell, K. & Kearsley, M.W. Wiley-Blackwell. Oxford, UK. ISBN 978-0-470-65968-7
- Lina, B.A.R. ; Jonker, D. ; Kozianowski, G. (2002). "Isomaltulose (Palatinose): A review of biological and toxicological studies". Food and Chemical Toxicology. 40 (10): 1375–81. doi:10.1016/S0278-6915(02)00105-9. PMID 12387299.
- Maresch, C.C; Petry, S.F; Theis, S; Bosy-Westphal, A; Linn, T (2017). "Low Glycemic Index Prototype Isomaltulose-Update of Clinical Trials". Nutrients. 9 (4): 1–12. doi:10.3390/nu9040381. PMC 5409720. PMID 28406437.
- ANZFA (2007). "Australia New Zealand Food Standards Code – Amendment No. 92 – 2007" (PDF). Commonwealth of Australia Gazette (FSC 34 Thursday, ۲ اوت ۲۰۰۷). Retrieved 9 February 2018.
- Food Chemical Codex (2010). Monograph on Isomaltulose (7th ed.). Rockville, MD 20852-1790: US Pharmacopeial Convention. pp. 546–548. ISBN 978-1-889788-85-2. Archived from the original on 2015-12-04. Retrieved 2015-07-22.
- O'Donnell, Kay; Kearsley, Malcolm (2012-07-13). Sweeteners and Sugar Alternatives in Food Technology. John Wiley & Sons. ISBN 978-1-118-37397-2.
- Livesey, G (2014). Carbohydrate Digestion, Absorption, and Fiber. Reference Module in Biomedical Sciences. doi:10.1016/B978-0-12-801238-3.00043-X. ISBN 978-0-12-801238-3.
- Holub, I; Gostner, A; Theis, S; Nosek, L; Kudlich, T; Melcher, R; Scheppach, W. (2010). "Novel findings on the metabolic effects of the low glycaemic carbohydrate isomaltulose (Palatinose)". British Journal of Nutrition. 103 (12): 1730–7. doi:10.1017/S0007114509993874. PMC 2943747. PMID 20211041.
- Macdonald, I; Daniel, J (1983). "The bioavailability of isomaltulose in man and rat". Nutrition Reports International. 28 (5): 1083–1090.
- Dahlqvist, A; Auricchio, S; Semenza, G; Prader, A (1963). "Human intestinal disaccharidases and hereditary disaccharide intolerance". Journal of Clinical Investigation. 42 (4): 556–562. doi:10.1172/JCI104744. PMC 289315. PMID 14024642.
- Sentko, A; Bernard, J (2011). Isomaltulose In: Alternative Sweeteners. Ed: L. O'Brien Nabors (4th ed.). Boca Raton, London, New York: CRC Press, Taylor & Francis Group. pp. 423–438. ISBN 978-1-4398-4614-8. e-book ISBN 978-1-4398-4615-5
- Maeda, A; Miyagawa, J; Miuchi, M; Nagai, E; Konishi, K; Matsuo, T; Tokuda, M; Kusunoki, Y; Ochi, H; Murai, K; Katsuno, T; Hamaguchi, T; Harano, Y; Namba, M (2013). "Effects of the naturally-occurring disaccharides, palatinose and sucrose, on incretin secretion in healthy non-obese subjects". Journal of Diabetes Investigation. 4 (3): 281–286. doi:10.1111/jdi.12045. PMC 4015665. PMID 24843667.
- Ang, M; Linn, T (2014). "Comparison of the effects of slowly and rapidly absorbed carbohydrates on postprandial glucose metabolism in type 2 diabetes mellitus patients: a randomized trial". American Journal of Clinical Nutrition. 100 (4): 1059–1068. doi:10.3945/ajcn.113.076638. PMID 25030779.
- "Glycaemic Index Research Service". www.glycemicindex.com. Sydney University. Retrieved 2020-07-09.
- Kawai, K; Okuda, Y; Yamashita, K (1983). "Changes in blood glucose and insulin after an oral palatinose administration in normal subjects". Endocrinologia Japonica. 32 (6): 933–936. doi:10.1507/endocrj1954.32.933. PMID 3914416.
- Yamori, Y; Mori, M; Mori, H; Kashimura, J; Sakuma, T; Ishikawa, P.M; Moriguchi, E; Moriguchi, Y (2007). "Japanese perspective for lifestyle disease risk reduction in immigrant Japanese Brazilians—A double-blind placebo-controlled intervention study on palatinose". Clinical and Experimental Pharmacology and Physiology. 34: S5–S7. doi:10.1111/j.1440-1681.2007.04759.x.
- >van Can, J.G; Ijzerman, T.H; van Loon, L.J; Brouns, F; Blaak, E.E (2009). "Reduced glycaemic and insulinaemic responses following isomaltulose ingestion: implications for postprandial substrate use". British Journal of Nutrition. 102 (10): 1408–1413. doi:10.1017/S0007114509990687. PMID 19671200.
- König, D; Theis, S; Kozianowski, G; Berg, A (2012). "Postprandial substrate use in overweight subjects with the metabolic syndrome after isomaltulose (Palatinose) ingestion". Nutrition. 26 (6): 651–656. doi:10.1016/j.nut.2011.09.019. PMID 22264450.
- Keyhani-Nejad, F; Kemper, M; Schueler, R; Pivovarova, O; Rudovich, N; Pfeiffer, A.F (2016). "Effects of Palatinose and Sucrose Intake on Glucose Metabolism and Incretin Secretion in Subjects With Type 2 Diabetes" (PDF). Diabetes Care. 39 (3): e38–e39. doi:10.2337/dc15-1891. PMID 26721819. Retrieved 28 January 2018.
- European Union (EU) Legislation, Annex. "Commission Regulation of 16 May 2012 establishing a list of permitted health claims made on foods, other than those referring to the reduction of disease risk and to children's development and health". Retrieved 12 July 2015.
- "Scientific Opinion on the substantiation of health claims related to the sugar replacers xylitol, sorbitol, mannitol, maltitol, lactitol, isomalt, erythritol, D‐tagatose, isomaltulose, sucralose and polydextrose and maintenance of tooth mineralisation by decreasing tooth demineralisation (ID 463, 464, 563, 618, 647, 1182, 1591, 2907, 2921, 4300), and reduction of post‐prandial glycaemic responses (ID 617, 619, 669, 1590, 1762, 2903, 2908, 2920) pursuant to Article 13(1) of Regulation (EC) No 1924/2006". EFSA Journal. 9 (4): 2076. 2011. doi:10.2903/j.efsa.2011.2076.
- Augustin, L.S.A; Kendall, C.W.C; Jenkins, D.J.A; Willett, W.C; Astrup, A; Barclay, A.W; Björck, I; Brand-Miller, J.C; Brighenti, F; Buyken, A.E; Ceriello, A; La Vecchia, C; Livesey, G; Liu, S; Riccardi, G; Rizkalla, S.W; Sievenpiper, J.L; Trichopoulou, T; Wolever, T.M.S; Baer-Sinnott, S; Poli, A (2014). "Glycemic index, glycemic load and glycemic response: An International Scientific Consensus Summit from the International Carbohydrate Quality Consortium (ICQC)". Nutrition, Metabolism and Cardiovascular Diseases. 25 (9): 795–815. doi:10.1016/j.numecd.2015.05.005. PMID 26160327.
- Henry, C.J; Kaur, B; Quek, R.Y.C; Camps, S.G (2017). "A Low Glycaemic Index Diet Incorporating Isomaltulose Is Associated with Lower Glycaemic Response and Variability, and Promotes Fat Oxidation in Asians". Nutrients. 9 (5): 473. doi:10.3390/nu9050473. PMC 5452203. PMID 28486426.
- Oizumi, T; Daimon, D; Jimbu, Y; Kameda, W; Arawaka, N; Yamaguchi, H; Ohnuma, H; Sasaki, H; Kato, T (2007). "A palatinose-based balanced formula improves glucose tolerance, serum free fatty acid levels and body fat composition". Tohoku Journal of Experimental Medicine. 212 (2): 91–99. doi:10.1620/tjem.212.91. PMID 17548953.
- Okuno, M; Kim, M.K; Mizu, M; Mori, M; Mori, H; Yamori, Y (2010). "Palatinose-blended sugar compared with sucrose: different effects on insulin sensitivity after 12 weeks supplementation in sedentary adults". International Journal of Food Science and Technology. 61 (6): 643–651. doi:10.3109/09637481003694576. PMID 20367218.
- Sakuma, M; Arai, H; Mizuno, A; Fukaya, M; Matsuura, M; Sasaki, H; Yamanaka-Okumura, H; Yamamoto, H; Taketani, Y; Doi, T; Takeda, E (2009). "Improvement of glucose metabolism in patients with impaired glucose tolerance or diabetes by long-term administration of a palatinose-based liquid formula as a part of breakfast". Journal of Clinical Biochemistry and Nutrition. 45 (2): 155–162. doi:10.3164/jcbn.09-08. PMC 2735627. PMID 19794923.
- Brunner, S; Holub, I; Theis, S; Gostner, A; Melcher, R; Wolf, P; Amann-Gassner, U; Scheppach, W; Hauner, H (2012). "Metabolic effects of replacing sucrose by isomaltulose in subjects with type 2 diabetes: a randomized double-blind trial". Diabetes Care. 35 (6): 1249–1251. doi:10.2337/dc11-1485. PMC 3357231. PMID 22492584.
- Fujiwara, T; Naomoto, Y; Motoki, T; Shigemitsu, K; Shirakawa, Y; Yamatsuji, T; Kataoka, M; Haisa, M; Fujiwara, T; Egi, M; Morimatsu, H; Hanazaki, M; Katayama, H; Morita, K; Mizumoto, K; Asou, T; Arima, H; Sasaki, H; Matsuura, M; Gunduz, M; Tanaka, N (2007). "Effects of a novel palatinose based enteral formula (MHN-01) carbohydrate-adjusted fluid diet in improving the metabolism of carbohydrates and lipids in patients with esophageal cancer complicated by diabetes mellitus". Journal of Surgical Research. 138 (2): 231–240. doi:10.1016/j.jss.2006.06.025. PMID 17254607.
- Keller, J; Kahlhöfer, J; Peter, A; Bosy-Westphal, A (2016). "Effects of Low versus High Glycemic Index Sugar-Sweetened Beverages on Postprandial Vasodilatation and Inactivity-Induced Impairment of Glucose Metabolism in Healthy Men". Nutrients. 8 (12): 1–14. doi:10.3390/nu8120802. PMC 5188457. PMID 27973411.
- Arai, H; Mizuno, A; Sakuma, M; Fukaya, M; Matsuo, K; Muto, K; Sasaki, H; Matsuura, M; Okumura, H; Yamamoto, H; Taketani, Y; Doi, T; Takeda, E (2007). "Effects of a palatinose-based liquid diet (Inslow) on glycemic control and the second-meal effect in healthy men". Metabolism. 56 (1): 115–121. doi:10.1016/j.metabol.2006.09.005. PMID 17161233.
- König, D; Luther, W; Polland, V; Theis, S; Kozianowski, G; Berg, A (2007). "Metabolic effects of low-glycemic Palatinose during long-lasting endurance exercise". Annals of Nutrition and Metabolism. 51 (Supp 1): 61.
- van Can, J.G; van Loon, L.J; Brouns, F; Blaak, E.E (2012). "Reduced glycaemic and insulinaemic responses following trehalose and isomaltulose ingestion: implications for postprandial substrate use in impaired glucose-tolerant subjects". British Journal of Nutrition. 108 (7): 1210–1217. doi:10.1017/S0007114511006714. PMID 22172468.
- Kahlhöfer, J; Karschin, J; Silberhorn-Bühler, H; Breusing, N; Bosy-Westphal, A; Kahlhofer, J; Silberhorn-Buhler, H (2016). "Effect of low glycemic-sugar-sweetened beverages on glucose metabolism and macronutrient oxidation in healthy men". International Journal of Obesity. 40 (6): 990–997. doi:10.1038/ijo.2016.25. PMID 26869244.
- Pfeiffer, A.F.H; Keyhani-Nejad, F (2018). "High Glycaemic Index Metabolic Damage—a Pivotal Role of GIP and GLP-1". Trends in Endocrinology and Metabolism. 29 (5): 289–298. doi:10.1016/j.tem.2018.03.003. PMID 29602522.
- Achten, J; Jentjens, R.L; Brouns, F; Jeukendrup, A.E (2007). "Exogenous oxidation of isomaltulose is lower than that of sucrose during exercise in men". Journal of Nutrition. 137 (5): 1143–1148. doi:10.1093/jn/137.5.1143. PMID 17449572.
- König, D; Zdzieblik, D; Holz, A; Theis, S; Gollhofer, A (2016). "Substrate Utilization and Cycling Performance Following Palatinose™ Ingestion: A Randomized, Double-Blind, Controlled Trial". Nutrients. 8 (7): 990–997. doi:10.3390/nu8070390. PMC 4963866. PMID 27347996.
- Kraemer, W.J; Hooper, D.R; Szivak, T.K; Kupchak, B.R; Dunn-Lewis, C; Comstock, B.A; Flanagan, S.D; Looney, D.P; Sterczala, A.J; DuPont, W.H; Pryor, J.L; Luk, H.Y; Maladoungdock, J; McDermott, D; Volek, J.S; Maresh, C.M (2015). "The Addition of Beta-hydroxy-beta-methylbutyrate and Isomaltulose to Whey Protein Improves Recovery from Highly Demanding Resistance Exercise". Journal of the American College of Nutrition. 34 (2): 91–99. doi:10.1080/07315724.2014.938790. PMID 25758255.
- Bracken, R.M; Page, R; Gray, B; Kilduff, L.P; West, D.J; Stephens, J.W; Bain, S.C (2012). "Isomaltulose improves glycemia and maintains run performance in type 1 diabetes". Medicine and Science in Sports and Exercise. 44 (5): 800–808. doi:10.1249/MSS.0b013e31823f6557. PMID 22051571.
- Taib, M.N; Shariff, Z.M; Wesnes, K.A; Saad, H.A; Sariman, S (2012). "The effect of high lactose-isomaltulose on cognitive performance of young children. A double blind cross-over design study" (PDF). Appetite. 58 (1): 81–87. doi:10.1016/j.appet.2011.09.004. PMID 21986189.
- Sekartini, R; Wiguna, T; Bardosono, S; Novita, D; Arsianti, T; Calame, W; Schaafsma, A (2013). "The effect of lactose-isomaltulose-containing growing-up milks on cognitive performance of Indonesian children: a cross-over study". British Journal of Nutrition. 110 (6): 1089–1097. doi:10.1017/S0007114513000135. PMID 23680182.
- Young, H; Benton, D (2014). "The effect of using isomaltulose (Palatinose) to modulate the glycaemic properties of breakfast on the cognitive performance of children". European Journal of Nutrition. 54 (6): 1013–1020. doi:10.1007/s00394-014-0779-8. PMC 4540784. PMID 25311061.
- Young, H; Benton, D (2014). "The glycemic load of meals, cognition and mood in middle and older aged adults with differences in glucose tolerance: A randomized trial". E_SPEN Journal. 9 (4): e147–e154. doi:10.1016/j.clnme.2014.04.003.
- Food and Drug Administration. "Health claims, dietary non-cariogenic carbohydrate sweeteners and dental caries". Electronic Code of Federal Regulations 21 ECFR Part 101.80. Retrieved 26 August 2015.
- Food and Drug Administration - Department of Health and Human Services, 2015. "Food labeling: Health claims; dietary noncariogenic carbohydrate sweeteners and dental caries". Code of Federal Regulations 21 CFR Part 101.80. Retrieved 26 August 2015.
- Food and Drug Administration, 2006. "Agency Response Letter GRAS Notice No. GRN 000184". Retrieved 14 July 2015.
- European Commission Decision, 25 July 2005. "Authorising the placing on the market of isomaltulose as a novel food or novel food ingredient under Regulation (EC) No 258/97 of the European Parliament and of the Council (2005/581/EC)". Retrieved 14 June 2015.
- Japanese Ministry of Health, Labour and Welfare. "Food for Specified Health Uses (FOSHU)". Retrieved 15 July 2015.